# Santiago Navarro
Santiago Navarro Félez  (El Prat de Llobregat, Barcelona, 17 de octubre de 1936 - 8 de octubre de 1993) fue un baloncestista español. 

## Trayectoria
Sus primeros pasos en el mundo del baloncesto los dio en el CB Prat, con 9 años, tres años después pasó al equipo de La Seda, equipo adscrito a la Obra Sindical Educación y Descanso, dos años después ingresó en el segundo equipo del FC Barcelona. Para la temporada 1956-1957 ficha por el Aismalíbar Montcada, equipo entrenado por Eduardo Kucharski, permanecería en el equipo hasta la temporada 1963-1964. Su último equipo profesional fue el FC Barcelona, jugando la primera campaña en segunda división y las dos siguiente en primera, retirándose con 30 años. Tendría una breve experiencia como entrenador en el FC Barcelona.
Tras su retirada como jugador fue entrenador durante varias temporadas del Club Bàsquet Prat donde se inició.

## Internacionalidades
Fue internacional con España en 34 ocasiones, participando en los siguientes eventos:
- Juegos Olímpicos 1960: 14 posición.
- Eurobasket 1961: 13 posición.